# Austroaeschna multipunctata
Austroaeschna multipunctata – gatunek ważki z rodziny żagnicowatych (Aeshnidae).